# گریزولد در برابر کنتیکت
گریزولد در برابر کنتیکتحکم تاریخی دیوان عالی فدرال ایالات متحده آمریکا در جهت حق پایه ای حریم خصوصی به قانون اساسی ایالات متحده آمریکا اضافه شد. این پرونده شامل «قوانین کامستاک» کنتیکت بود که اشخاص را از استفاده از هرگونه مقالات یا ابزار پزشکی در جهت پیشگیری بارداری منع می‌کرد. این قانون با رای ۷–۲ توسط دیوان عالی به دلیل آنکه این قانون «حق حریم خصوصی نکاحی» را نقض می‌کرد باطل اعلام کرد و پایه حریم خصوصی و احترام به اقدامات درون خانوادگی را پایه گذاشت. این پرونده و پرونده‌های مشابه دیگر حق برخورداری از حریم خصوصی را به عنوان حق محافظت از نفوذ دولت می‌بینند. هرچند که منشور حقوق ایالات متحده آمریکا آشکارا به «حریم خصوصی» اشاره نمی‌کند اما قاضی دیوان عالی ویلیام او. داگلاس یک «پیامد قانونی» و «تجلی» از حمایتهای دیگر قانون اساسی مانند ماده خود-متهم سازی در متمم پنجم قانون اساسی ایالات متحده آمریکا است. آرتور گلدبرگ در نوشتن نظر موافق خود از متمم نهم قانون اساسی ایالات متحده آمریکا استفاده کرد که این نظر حکم دیوان عالی را تأیید می‌کرد. قاضی بایرون وایت و قاضی جان مارشال هارلن دوم نظر موافق نوشتند و بحثی دربارهٔ اینکه حریم خصوصی مقررات مصوب متمم چهاردهم قانون اساسی ایالات متحده آمریکا مورد حمایت قرار گرفته‌است انجام دادند.